# Kenton, Ohio
Kenton là một thành phố thuộc quận Hardin, tiểu bang Ohio, Hoa Kỳ. Năm 2010, dân số của thành phố này là 8262 người.

## Dân số
- Dân số năm 2000: 8336 người.
- Dân số năm 2010: 8262 người.